# Лавренюк, Михаил Фёдорович
Михаил Фёдорович Лавренюк (23 мая 1923 — 1990) — директор совхоза имени Кирова Беляевского района Одесской области Украинской ССР, Герой Социалистического Труда.

## Биография
Родился в 23 мая 1923 года в селе. Марьяновка, Ширяевского района Одесской области Украины, в крестьянской семье. Украинец. Старший брат Героя Советского Союза Лавренюка Леонида Фёдоровича. Отец был председателем колхоза, умер в 1936 году.
Окончил 7 классов в родном селе и поступил в сельскохозяйственную школу в селе Благодатное. Учёбу окончил в июне 1941 года.
В июне 1941 года добровольцем пришёл в военкомат и направлен в 18-артиллерийский полк Одесского военного округа. С сентября 1941 года воевал на Калининском фронте в составе 106-го отдельного миномётного дивизиона, вооружённого реактивными установками «Катюша». В ноябре 1942 года был направлен на учёбу в военное училище, в 1-е гвардейское минометное училище имени Красина. На фронт больше не вернулся, с июля 1943 года проходил службу помощником командира взвода 2-й учебной бригады гвардейских миномётов Московского военного округа. Здесь встретил День Победы. Член ВКП/КПСС с сентября 1945 года. До июля 1946 года продолжал службу в воинской части в городе Одесса, был заведующим подсобным хозяйством.
После увольнения в запас остался в Одессе, окончил учебный комбинат облпотребсоюза. Работал директором ряда заготконтор, председателем правления Троицкого райпотребсоюза. В ноябре 1954 года был избран председателем колхоза имени Куйбышева в селе Казачий Яр, с декабря 1957 года — председатель колхоза «Победа» в селе Троицкое того же района. В 1959 году окончил Одесский сельскохозяйственный институт, виноградноплодоовощеводческий факультет, получил диплом агронома. В 1961—1968 годах был директором Троицкого плодопитомсовхоза.
В феврале 1968 года был назначен директором совхоз имени Кирова в селе Усатово Белявского района Одесской области. Проявил себя способным организатором и за короткое время вывел отстающее хозяйство в передовые. На его примере руководители и специалисты других хозяйство района и области осваивали передовые приёмы возделывания зерновых, кормовых и овощных культур, приёмы ведения молочного животноводства.
Благодаря возросшему высокоэффективному ведению всех отраслей совхоз в 9-й пятилетке стал полностью рентабельным. Только в девятой пятилетке продано сверх народнохозяйственного плана зерна 404 тонны, овощей 7691 тонны, молока 1100 тонн, мяса 180 тонн. В 1977 году выращен урожай зерновых культур по 42,4 центнера с гектара при соцобязательствах 40 центнеров с гектара, производство овощей увеличилось на 20 % по сравнению с 9 пятилеткой. Задание по выходному поголовью крупного рогатого скота выполнено на 113 %, надой на одну фуражную корову составил 3517 килограммов.
Указом Президиума Верховного Совета СССР от 22 декабря 1977 года за выдающиеся успехи, достигнутые во Всесоюзном социалистическом соревновании, проявлению трудовую доблесть в выполнении планов и социалистических обязательств по увеличению производства и продажи государству зерна и других продуктов в 1977 году Лавренюку Михаилу Фёдоровичу присвоено звание Героя Социалистического труда с вручением ордена Ленина и золотой медали «Серп и Молот».
Успешно руководил хозяйством до 1981 года.
В 1983 году, во время широкомасштабных репрессий в народном хозяйстве в период правления Андропова, был арестован, исключён из партии. Следствием были установлены факты получения взяток, хищения, незаконного выделения земельных участков на земле, принадлежащей совхозу. 24 июня 1983 года Одесским областным судом осуждён по статьям 84 ч. 1, 168 ч. 2, 172 УК УССР и по совокупности приговорён к 10 годам лишения свободы. Наказание отбывал в колонии в городе Дрогобыч.
Указом Президиума Верховного Совета СССР от 25 июля 1984 года по представлению Одесского областного суда и учитывая мнение Президиума Верховного Совета СССР за совершение тяжкого преступления Лавренюк Михаил Фёдорович лишён звания Герой Социалистического труда и всех наград.
Был награждён двумя орденами Ленина, орденами Октябрьской Революции, Трудового Красного Знамени, медалями.
В 1985 году награждён орденом Отечественной войны 2-й степени.
Жил в городе-герое Одессе. Скончался в 1990 году.